# Paul Frankl
Paul Frankl, född 22 april 1878 i Prag, död 30 januari 1962, var en tysk konsthistoriker.
Paul Frankl var professor i Halle 1922–1934. Han behandlade främst medeltidens och renässansens konst i sina verk, bland vilka märks Die Glasmalerei des 15. Jahrhunderts in Bayern und Schwaben (1912), Die Renaissancearchitektur in Italien (1912), Meinungen über Herkunft und Wesen der Gotik (1923) och Die frühmittelalter-liche und romanische Baukunst (1926).